# Independente Esporte Clube (São Paulo)
O Independente Esporte Clube foi um clube brasileiro de futebol da cidade de São Paulo que existiu por menos de um ano. Fundado em 1935, utilizava camisa com listras verticais brancas, vermelhas e pretas, calção branco e meias vermelhas, similares ao então recém-extinto São Paulo FC. Atualmente, é um clube extinto.

## História
Em 1935, o Clube de Regatas Tietê fundiu-se à equipe do São Paulo FC e inicialmente passou a chamar seu novo time de futebol profissional como Tietê-São Paulo, buscando manter as tradições do extinto São Paulo. Porém, ainda no mesmo ano de 1935, a equipe disputou duas partidas pelo Campeonato Paulista sob a alcunha Independente Esporte Clube. Após essa extinção ocorreu-se a refundação do São Paulo Futebol Clube.